# 安德烈娅·艾费
安德烈娅·艾费（德語：Andrea Eife，1956年4月12日—），德国女子游泳运动员。她曾代表东德参加1972年夏季奥林匹克运动会游泳比赛，获得女子4×100米自由泳接力银牌。